# Чингисхан и рождение современного мира
«Чингисхан и рождение современного мира» (англ. Genghis Khan and the Making of the Modern World) — научно-популярная книга американского исследователя Джека Уэзерфорда, профессора антропологии колледжа Макалестер (Миннесота) и самая известная из его работ. Книга повествует о жизни и становлении монгольского вождя Тэмуджина, впоследствии ставшего известным как Чингисхан, и о влиянии, которое тот и его преемники оказали на Европейскую цивилизацию. Уэзерфорд попытался развенчать распространённый в западной культуре образ Чингисхана как варвара и жестокого завоевателя, заостряя внимание на положительных качествах монгольского лидера и его заслугах перед историей. Среди основных источников, использованных автором — «Сокровенное сказание монголов», «Сборник летописей» Рашид ад-Дина и «История завоевателя мира» Ата-Малик Джувейни.
Книга вышла в 2004 году, быстро став бестселлером: «Чингисхан и рождение современного мира» был издан тиражом примерно 400 тысяч экземпляров в 30 странах. В дальнейшем Уэзерфорд выпустил ещё две работы, посвящённые Монгольской империи: в 2010 году увидела свет книга «Тайная история монгольских цариц», повествующая о жёнах и дочерях Чингисхана и его преемников, а шесть лет спустя — «Чингисхан и поиски Бога», в которой рассматривается явление религиозной терпимости, характерное для средневековой монгольской политики.

## Сюжет
Не отрицая разрушений, принесённых войсками Чингисхана в страны Востока и Запада, кровавых расправ над народами, оказывавшими особенно яростное сопротивление, Уэзерфорд в то же время приходит к выводу, что правление монголов было для их подданных не таким уж обременительным. Свои слова автор подкрепляет такими чертами политики Чингисхана и его преемников, как терпимость к местным традициям и религиям, содействие распространению грамотности, уменьшение объёма налогов для всех слоёв населения, а для некоторых — и полное освобождение от каких-либо податей. Исторически зависевшие даже от небольших торговых путей монголы всячески поощряли развитие торговли, что привело к созданию налаженной торговой сети между двумя континентами, и именно при монгольских ханах европейцы узнали о таких достижениях восточной науки как порох, компас и книгопечатание, получили доступ к товарам и технологиям, изменившим западные ремёсла, военное дело, литературу, живопись и музыку. По мнению Уэзерфорда, вовсе не обращение к наследству греков и римлян, а знакомство с принципами и идеями, лежавшими в основе монгольской государственности, позволило Европе вступить в эпоху Возрождения.

## Восприятие
Американский монголовед, профессор Тимоти Мэй, хотя и похвалил автора за слог и обилие источников, «отражающих не только прямое и косвенное влияние монгольских завоеваний на Западный мир, но и постепенную трансформацию монголов в глазах европейцев из созидателей в разрушителей», отметил, что некоторые из тезисов Уэзерфорда являются «безусловно противоречивыми». К недостаткам работы Мэй отнёс полное отсутствие сносок, а также неудобный формат списка примечаний, размещённого на последних страницах. В целом Мэй отозвался о книге как «способной навести на новые размышления относительно монголов и их роли в истории, но вызывающей недоверие своими многочисленными ошибками» и не рекомендовал использовать её в качестве учебного пособия. Книжный рецензент Kirkus Reviews охарактеризовал книгу как «хорошо написанную и полную неожиданностей» и «восстанавливающей доброе имя монголов».
«Чингисхан и рождение современного мира» вошёл в список бестселлеров New York Times за 2004 год, где находился на протяжении двух недель. В 2011 году аудио-версия книги (наряду с романом Карла Марлантеса (англ.) Маттерхорн) стала победителем ежегодного конкурса, проводимого платформой Audible.com; в том же году «Чингисхан» был признан книгой недели американским телеканалом CNN. 12 октября 2014 года книга вновь оказалась в числе бестселлеров New York Times, на этот раз в электронном формате.